# 卡里西奥
卡里西奥（意大利语：Carisio），是意大利北部皮埃蒙特大区韦尔切利省的一个市镇。人口919(2010年12月31日)。